# Canton de Souilly
Le canton de Souilly est une ancienne division administrative française, qui était située dans le département de la Meuse et la région Lorraine.
Le canton est créé en 1790 sous la Révolution française. À la suite du redécoupage cantonal de 2014, le canton est supprimé.

## Géographie
Ce canton est organisé autour du chef-lieu Souilly et fait partie intégralement de l'arrondissement de Verdun. Son altitude varie de 199 m (Ancemont) à 352 m (Tilly-sur-Meuse) pour une altitude moyenne de 278 m. Sa superficie est de 240,59 km2.

## Histoire
Le canton de Souilly fait partie du district de Verdun, créé par le décret du 30 janvier 1790.
Après la suppression des districts en 1795, le canton intègre l'arrondissement de Verdun lors de la création de celui-ci en 1801.
À la suite du redécoupage cantonal de 2014, le canton est supprimé. Toutes les communes se retrouvent intégrées dans le nouveau canton de Dieue-sur-Meuse.

## Composition
Le canton de Souilly réunit les 18 communes de :
| Nom                       | Code Insee | Intercommunalité              | Superficie (km2) | Population (dernière pop. légale) | Densité (hab./km2) |
| ------------------------- | ---------- | ----------------------------- | ---------------- | --------------------------------- | ------------------ |
| Souilly (chef-lieu)       | 55498      | CC Val de Meuse - Voie Sacrée | 26,59            | 392 (2014)                        | 15                 |
| Ancemont                  | 55009      | CC Val de Meuse - Voie Sacrée | 13,30            | 594 (2014)                        | 45                 |
| Heippes                   | 55241      | CC Val de Meuse - Voie Sacrée | 10,48            | 73 (2014)                         | 7                  |
| Julvécourt                | 55260      | CC Val de Meuse - Voie Sacrée | 8,70             | 65 (2014)                         | 7,5                |
| Landrecourt-Lempire       | 55276      | CC Val de Meuse - Voie Sacrée | 14,63            | 201 (2014)                        | 14                 |
| Lemmes                    | 55286      | CC Val de Meuse - Voie Sacrée | 11,05            | 240 (2014)                        | 22                 |
| Les Monthairons           | 55347      | CC Val de Meuse - Voie Sacrée | 12,22            | 388 (2014)                        | 32                 |
| Nixéville-Blercourt       | 55385      | CC Val de Meuse - Voie Sacrée | 19,54            | 480 (2014)                        | 25                 |
| Osches                    | 55395      | CC Val de Meuse - Voie Sacrée | 9,14             | 56 (2014)                         | 6,1                |
| Rambluzin-et-Benoite-Vaux | 55411      | CC Val de Meuse - Voie Sacrée | 18,42            | 92 (2014)                         | 5                  |
| Récourt-le-Creux          | 55420      | CC Val de Meuse - Voie Sacrée | 14,43            | 80 (2014)                         | 5,5                |
| Saint-André-en-Barrois    | 55453      | CC Val de Meuse - Voie Sacrée | 9,33             | 62 (2014)                         | 6,6                |
| Senoncourt-les-Maujouy    | 55482      | CC Val de Meuse - Voie Sacrée | 14,94            | 86 (2014)                         | 5,8                |
| Les Souhesmes-Rampont     | 55497      | CC Val de Meuse - Voie Sacrée | 21,80            | 343 (2014)                        | 16                 |
| Tilly-sur-Meuse           | 55512      | CC Val de Meuse - Voie Sacrée | 13,69            | 289 (2014)                        | 21                 |
| Vadelaincourt             | 55525      | CC Val de Meuse - Voie Sacrée | 5,44             | 79 (2014)                         | 15                 |
| Villers-sur-Meuse         | 55566      | CC Val de Meuse - Voie Sacrée | 7,30             | 300 (2014)                        | 41                 |
| Ville-sur-Cousances       | 55567      | CC Val de Meuse - Voie Sacrée | 9,59             | 127 (2014)                        | 13                 |

## Représentation

### Conseillers d'arrondissement (de 1833 à 1940)
| Période                                  | Période          | Identité                                              | Étiquette   | Qualité |
| ---------------------------------------- | ---------------- | ----------------------------------------------------- | ----------- | --- |
| 1833                                     | 1839             | M. Conscience                                         |             | Propriétaire, adjoint au maire de Saint-André                                                               |
| 1839                                     | 1845             | M. Deschamps                                          |             | Propriétaire à Ancemont                                                                                     |
| 1845                                     | 1852             | Louis Alexandre Michel                                |             | Propriétaire, ancien notaire à Souilly                                                                      |
| 1852                                     | 1855             | Barthélemy Narat (1809-1864)                          |             | Juge de paix à Souilly                                                                                      |
| 1855                                     | 1864             | Nicolas Gauvain (1818-1886)                           |             | Notaire à Souilly                                                                                           |
| 1864                                     | 1871             | Théodore Jules Edmond Corrard des Essarts (1827-1907) |             | Juge de paix à Gerbéviller (Meurthe) puis à Souilly, ancien officier de cavalerie                           |
| 1871                                     | 1880             | M. Mazillier                                          |             | Négociant à Souilly                                                                                         |
| 1880                                     | 1883             | Pierre François Pérignon (1833-1891)                  | Républicain | Agriculteur à Heippes                                                                                       |
| 1883                                     | 1891 (démission) | Camille Renaud                                        | Républicain | Propriétaire, maire de Récourt-le-Creux, suppléant du juge de paix                                          |
| 1891                                     | 1907             | Paul-Benoit-Hippolyte Jolly (1859-1935)               | Républicain | Vétérinaire, maire de Souilly                                                                               |
| 1907                                     | 1922 (décès)     | Zacharie Nanty (1858-1922)                            |             | Industriel, marchand de bois à Ancemont                                                                     |
| 1922                                     | 1940             | Henry Lantenois                                       | URD         | Agriculteur à Ancemont                                                                                      |
| 1940                                     |                  |                                                       |             | Les conseils d'arrondissement ont été suspendus par la loi du 12 octobre 1940 et n'ont jamais été réactivés |
| Les données manquantes sont à compléter. |                  |                                                       |             | |

### conseillers généraux de 1833 à 2015
| Période                                  | Période      | Identité                          | Étiquette    | Qualité |
| ---------------------------------------- | ------------ | --------------------------------- | ------------ | --- |
| Les données manquantes sont à compléter. |              |                                   |              | |
| 1833                                     | 1852         | Charles Antoine Génin (1785-1866) |              | Exploitant agricole à Vadelaincourt Député (1829-1848) |
| 1852                                     | 1864         | Louis Alexandre Michel            |              | Notaire Maire de Souilly, conseiller d'arrondissement |
| 1864                                     | 1883         | Nicolas Gauvain                   | Droite       | Notaire, Propriétaire à Souilly Maire de Souilly, conseiller d'arrondissement |
| 1883                                     | 1891 (décès) | Pierre François Pérignon          | Républicain  | Agriculteur Maire de Heippes, conseiller d'arrondissement |
| 1891                                     | 1907         | Camille Renaud                    | Républicain  | Propriétaire Maire de Récourt-le-Creux, conseiller d'arrondissement |
| 1907                                     | 1935 (décès) | Paul Benoît Hippolyte Jolly       | RG           | Vétérinaire Maire de Souilly, conseiller d'arrondissement |
| 1935                                     | 1940         | Marcel Nanty (1890-1966)          | RG           | Industriel marchand de bois Président du Tribunal de commerce de Verdun Maire d'Ancemont Membre de la Commission administrative départementale (1941-1943) Nommé conseiller départemental en 1943 |
|                                          |              |                                   |              | |
| 1945                                     | 1970         | Pierre Jolly (1889-1981)          | Rad.         | Lieutenant-colonel en retraite Maire de Souilly |
| 1970                                     | 1994         | Robert Louppe                     | DVD          | Agriculteur à Senoncourt-les-Maujouy Maire des Quatre-Vents |
| 1994                                     | 2015         | Serge Nahant                      | DVD puis UDI | Agriculteur Maire de Senoncourt-les-Maujouy (depuis 2001) Président de la CC Meuse-Voie sacrée (depuis 2002) Elu en 2015 dans le Canton de Dieue-sur-Meuse                                        |

## Démographie
| 1962  | 1968  | 1975  | 1982  | 1990  | 1999  | 2006  | 2011  | 2012  |
| ----- | ----- | ----- | ----- | ----- | ----- | ----- | ----- | ----- |
| 3 711 | 3 541 | 3 242 | 3 522 | 3 561 | 3 446 | 3 582 | 3 824 | 3 844 |